# Tennis in the Land 2025 - Qualificazioni singolare
Le qualificazioni del singolare femminile del Tennis in the Land 2025 sono un torneo di tennis preliminare per accedere alla fase finale della manifestazione disputate il 16 e 17 agosto 2025. Le vincitrici dell'ultimo turno entrano di diritto nel tabellone principale. In caso di ritiro di una o più giocatrici aventi diritto a queste subentrano le lucky loser, ossia le giocatrici che hanno perso nell'ultimo turno ma che hanno una classifica più alta rispetto alle altre partecipanti che avevano comunque perso nel turno finale.

## Teste di serie
1. Elsa Jacquemot (qualificata)
2. Rebeka Masarova (ultimo turno)
3. Talia Gibson (qualificata)
4. Nuria Párrizas Díaz (ultimo turno)

1. Aljaksandra Sasnovič (primo turno)
2. Sorana Cîrstea (qualificata)
3. Wang Yafan (qualificata)
4. Anna Rogers (ultimo turno)

## Qualificate
1. Elsa Jacquemot
2. Sorana Cîrstea

1. Talia Gibson
2. Wang Yafan

## Tabellone

### Legenda
| - Q = Qualificato - WC = Wild card - LL = Lucky loser | - ALT = Alternate - SE = Special Exempt - PR = Protected Ranking | - w/o = Walkover - r = Ritirato - d = Squalificato |

### Sezione 1
|  | Primo turno | Primo turno          | Primo turno    | Primo turno | Primo turno |  |  | Secondo turno | Secondo turno  | Secondo turno  | Secondo turno | Secondo turno |  |
|  |             |                      |                |             |             |  |  |               |                |                |               |               |  |
|  | 1           | Elsa Jacquemot       | Elsa Jacquemot | 6           | 6           |  |  |               |                |                |               |               |  |
|  |             | Zheng Saisai         | Zheng Saisai   | 1           | 2           |  |  | 1             | Elsa Jacquemot | Elsa Jacquemot | 7             | 6             |  |
|  |             | Jessica Failla       | 6              | 2           | 6           |  |  |               | Jessica Failla | Jessica Failla | 5             | 2             |  |
|  | 5           | Aljaksandra Sasnovič | 4              | 6           | 1           |  |  |               |                |                |               |               |  |

### Sezione 2
|  | Primo turno | Primo turno               | Primo turno               | Primo turno | Primo turno |  |  | Secondo turno | Secondo turno   | Secondo turno   | Secondo turno | Secondo turno |  |
|  |             |                           |                           |             |             |  |  |               |                 |                 |               |               |  |
|  | 2           | Rebeka Masarova           | Rebeka Masarova           | 6           | 6           |  |  |               |                 |                 |               |               |  |
|  | WC          | Daphnée Mpetshi Perricard | Daphnée Mpetshi Perricard | 3           | 1           |  |  | 2             | Rebeka Masarova | Rebeka Masarova | 2             | 2             |  |
|  | WC          | Anna Frey                 | Anna Frey                 | 1           | 0           |  |  | 6             | Sorana Cîrstea  | Sorana Cîrstea  | 6             | 6             |  |
|  | 6           | Sorana Cîrstea            | Sorana Cîrstea            | 6           | 6           |  |  |               |                 |                 |               |               |  |

### Sezione 3
|  | Primo turno | Primo turno    | Primo turno  | Primo turno | Primo turno |  |  | Secondo turno | Secondo turno | Secondo turno | Secondo turno | Secondo turno |  |
|  |             |                |              |             |             |  |  |               |               |               |               |               |  |
|  | 3           | Talia Gibson   | Talia Gibson | 6           | 6           |  |  |               |               |               |               |               |  |
|  |             | Vivian Wolff   | Vivian Wolff | 2           | 1           |  |  | 3             | Talia Gibson  | Talia Gibson  | 7             | 6             |  |
|  |             | Emily Appleton | 6            | 1           | 4           |  |  | 8             | Anna Rogers   | Anna Rogers   | 5             | 2             |  |
|  | 8           | Anna Rogers    | 4            | 6           | 6           |  |  |               |               |               |               |               |  |

### Sezione 4
|  | Primo turno | Primo turno         | Primo turno         | Primo turno | Primo turno |  |  | Secondo turno | Secondo turno       | Secondo turno | Secondo turno | Secondo turno |  |
|  |             |                     |                     |             |             |  |  |               |                     |               |               |               |  |
|  | 4           | Nuria Párrizas Díaz | Nuria Párrizas Díaz | 6           | 6           |  |  |               |                     |               |               |               |  |
|  |             | Anna Danilina       | Anna Danilina       | 2           | 4           |  |  | 4             | Nuria Párrizas Díaz | 6             | 0             | 4             |  |
|  |             | Aleksandra Krunić   | Aleksandra Krunić   | 5           | 0           |  |  | 7             | Wang Yafan          | 1             | 6             | 6             |  |
|  | 7           | Wang Yafan          | Wang Yafan          | 7           | 6           |  |  |               |                     |               |               |               |  |